# Mestolobes mesaema
Mestolobes mesaema là một loài bướm đêm trong họ Crambidae.